# 1440 Rostia
1440 Rostia (1937 TF) là một tiểu hành tinh vành đai chính được phát hiện ngày 11 tháng 10 năm 1937 bởi K. Reinmuth ở Heidelberg.